# Street Fighter Alpha 2
Street Fighter Alpha 2, conhecido como Street Fighter Zero 2 (ストリートファイターZERO 2, Sutorito Faita Zero 2) no Japão, Ásia, América do Sul e Espanha, é um jogo eletrônico de luta lançado em 1996 para a placa de arcade CPS-2 pela Capcom. O jogo é a seqüência direta de Street Fighter Alpha: Warriors' Dreams, o qual é a seqüência cronológica à Street Fighter II na série. O jogo trouxe um número de melhoras sobre o primeiro, como novos finais, cenários, golpes e sistemas de jogabilidade.

## Outras versões do jogo
- Street Fighter Zero 2 Alpha (ストリートファイターZERO 2 ALPHA):a segunda versão do jogo foi lançada apenas no Japão e Brasil.Tem os códigos(cheats) da versão americana,já que na versão original em japonês não tem códigos.

- Street Fighter Zero 2 Dash/Alpha 2 Gold (ストリートファイターZERO 2 DASH):na terceira versão do jogo,o som foi remasterizado e foi incluído mais um personagem:Cammy.

## Personagens
| Personagem             | 1º jogo                       | Estágio                                   | Voz                 |
| ---------------------- | ----------------------------- | ----------------------------------------- | ------------------- |
| Ryu                    | Street Fighter                | Castelo de Suzaku,                        | Katashi Ishizuka    |
| Chun-Li                | Street Fighter II             | Pequim,                                   | Yuko Miyamura       |
| Charlie                | Street Fighter Alpha          | Rodovia de Detroit,                       | Toshiyuki Morikawa  |
| Ken                    | Street Fighter                | Baía de San Francisco,                    | Tetsuya Iwanaga     |
| Guy                    | Final Fight                   | Metro City,                               | Tetsuya Iwanaga     |
| Birdie                 | Street Fighter                | Banheiro masculino no London Underground, | Wataru Takag        |
| Sodom                  | Final Fight                   | Deserto do Arizona,                       | Wataru Takagi       |
| Adon                   | Street Fighter                | Banco do Rio Chaophraya,                  | Wataru Takagi       |
| Rose                   | Street Fighter Alpha          | Porto de Genova,                          | Yuko Miyamura       |
| Sagat                  | Street Fighter                | Ruínas do Templo do reino de Ayutthaya,   | Miki Shinichiro     |
| M. Bison               | Street Fighter II             | Base do VTOL na Amazônia,                 | Tomomichi Nishimura |
| Akuma (Gouki no Japão) | Super Street Fighter II Turbo | Ilha de Gokuento, Oceano Pacífico         | Tomomichi Nishimura |
| Dan                    | Street Fighter Alpha          | Rua Templo,                               | Osamu Hosoi         |
| Zangief                | Street Fighter II             | Arena Metalúrgica,                        | Wataru Takagi       |
| Dhalsim                | Street Fighter II             | Banco do Rio Ganges,                      | Yoshiharu Yamada    |
| Rolento                | Final Fight                   | Cidade de Nova York,                      | Jin Yamanoi         |
| Gen                    | Street Fighter                | Xangai,                                   | Wataru Takagi       |
| Sakura                 | Primeira Aparição             | Tokyo,                                    | Yuko Sasamoto       |